# 嗜碳杆菌属
嗜碳杆菌属（学名：Carbophilus）为根瘤菌科的一个属。

## 下属物种
本属包括以下物种：
- 碳酸嗜碳菌 Carbophilus carboxidus